# Pontresina
Pontresina (Reto-Romaans: Puntraschigna) is een plaats in het Zwitserse Oberengadin (kanton Graubünden), nabij de bekende wintersportplaats Sankt Moritz.
De plaats is gebouwd langs de Berninabach, die ontspringt op de 2330 meter hoge Berninapas. Ten noorden van de plaats ligt de Piz Languard. Pontresina trekt het gehele jaar door veel toeristen; 's zomers is het een belangrijk uitgangspunt voor bergtochten, 's winters kan er gewintersport worden.
Ten zuiden van Pontresina opent zich het ongeschonden Rosegdal met de gelijknamige gletsjer. Nog zuidelijker ligt aan de weg naar de Berninapas het gehucht Morteratsch vanwaar men een goed uitzicht heeft over het vergletsjerde bergmassief van de Bernina.

## Geschiedenis
De plaats stond in 1137 bekend als ad Pontem Sarisinam en honderd jaar later als de Ponte Sarraceno. De woontorenruïne Spaniola dateert uit de 13e eeuw. De Mariakerk heeft nog delen uit de 12e eeuw.
Sinds 1527 was Pontresina een zelfstandige parochie. In 1549 werd de reformatie doorgevoerd.
De Nicolauskerk stamt uit 1640.

## Vervoer
Pontresina heeft een station aan de Berninabahn, de spoorlijn die de verbinding vormt tussen het Zwitserse Sankt Moritz en de Italiaanse plaats Tirano.